# Norris Brown

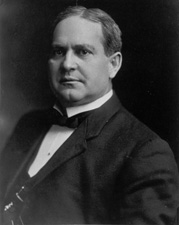
Norris Brown

Norris Brown (* 2. Mai 1863 in Maquoketa, Iowa; † 5. Januar 1960 in Seattle, Washington) war ein US-amerikanischer Politiker, der den Bundesstaat Nebraska im US-Senat vertrat.

## Biografie

### Frühes Leben und beruflicher Werdegang
Norris Brown, einziger Sohn von William Henry Harrison und Eliza Ann Phelps Brown, genoss eine Ausbildung zunächst an der Jefferson Iowa Academy und später an der University of Iowa, an der er 1883 seinen Abschluss in Rechtswissenschaften erlangte.
Von 1884 bis 1888 praktizierte Brown als Anwalt in Perry (Iowa), ehe er 1888 nach Kearney in Nebraska zog. Hier wurde er 1892 zum Bezirksstaatsanwalt des Buffalo County ernannt, eine Funktion, die Brown bis 1896 ausübte. 1900 erfolgte Browns Ernennung zum stellvertretenden Attorney General von Nebraska, und im Jahr 1904 seine Beförderung zum Attorney General.

### Politische Karriere
1906 kandidierte Brown mit Erfolg für die Republikaner für einen Sitz im US-Senat und amtierte vom 4. März 1907 bis zum 3. März 1913. In dieser Zeit – von 1909 bis 1913 – leitete Brown unter anderem den Senatsausschuss für das Patentrecht. Eine Wiederwahl im Jahr 1913 blieb erfolglos.

### Spätes Leben
Nach seinem Ausscheiden aus dem Senat ließ Brown sich in Omaha nieder und wurde Teilhaber der Anwaltskanzlei Brown, Crossman, West, Barton, and Quinlan. Er praktizierte noch 30 Jahre als Anwalt, bis er sich 1942 in den Ruhestand zurückzog. Er verließ Nebraska und ließ sich in Seattle nieder, wo er im Januar 1960, im Alter von 96 Jahren starb.

### Privates
Norris Brown heiratete zweimal und wurde zweimal Witwer. 1885 heiratete er Lula K. Beeler, die ihn zum Vater zweier Töchter machte; Beeler starb nach 40 Ehejahren, im Jahr 1925. 1927 heiratete Brown Ann L. Howland, mit der er nur zehn Jahre, bis zu deren Tod, im Jahr 1937, verheiratet war.
Norris Brown war Mitglied einer Freimaurer-Loge.